# Leucopogon parviflorus
Leucopogon parviflorus là một loài thực vật có hoa trong họ Thạch nam. Loài này được (H. Andrews) Lindl. mô tả khoa học đầu tiên.

## Hình ảnh

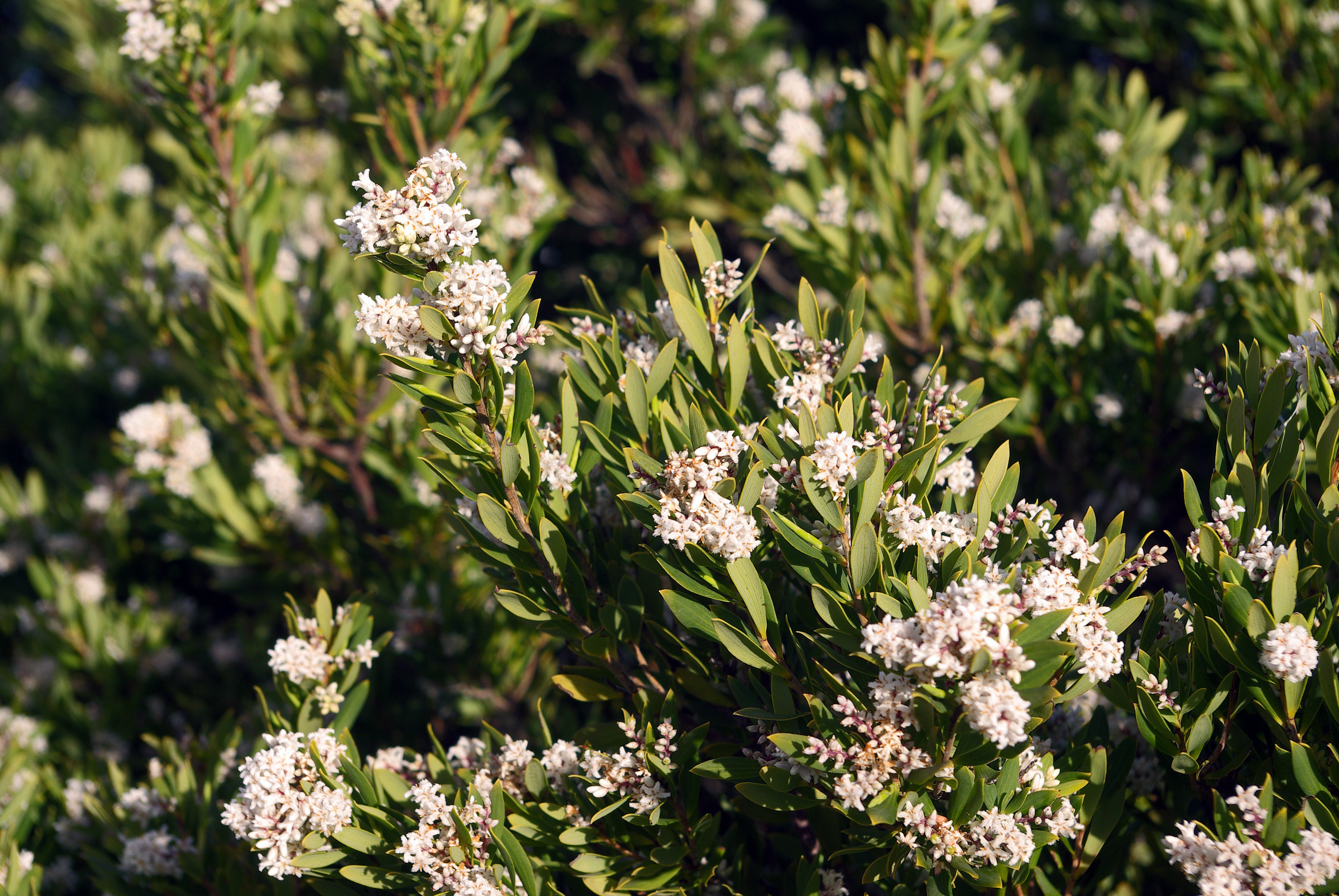
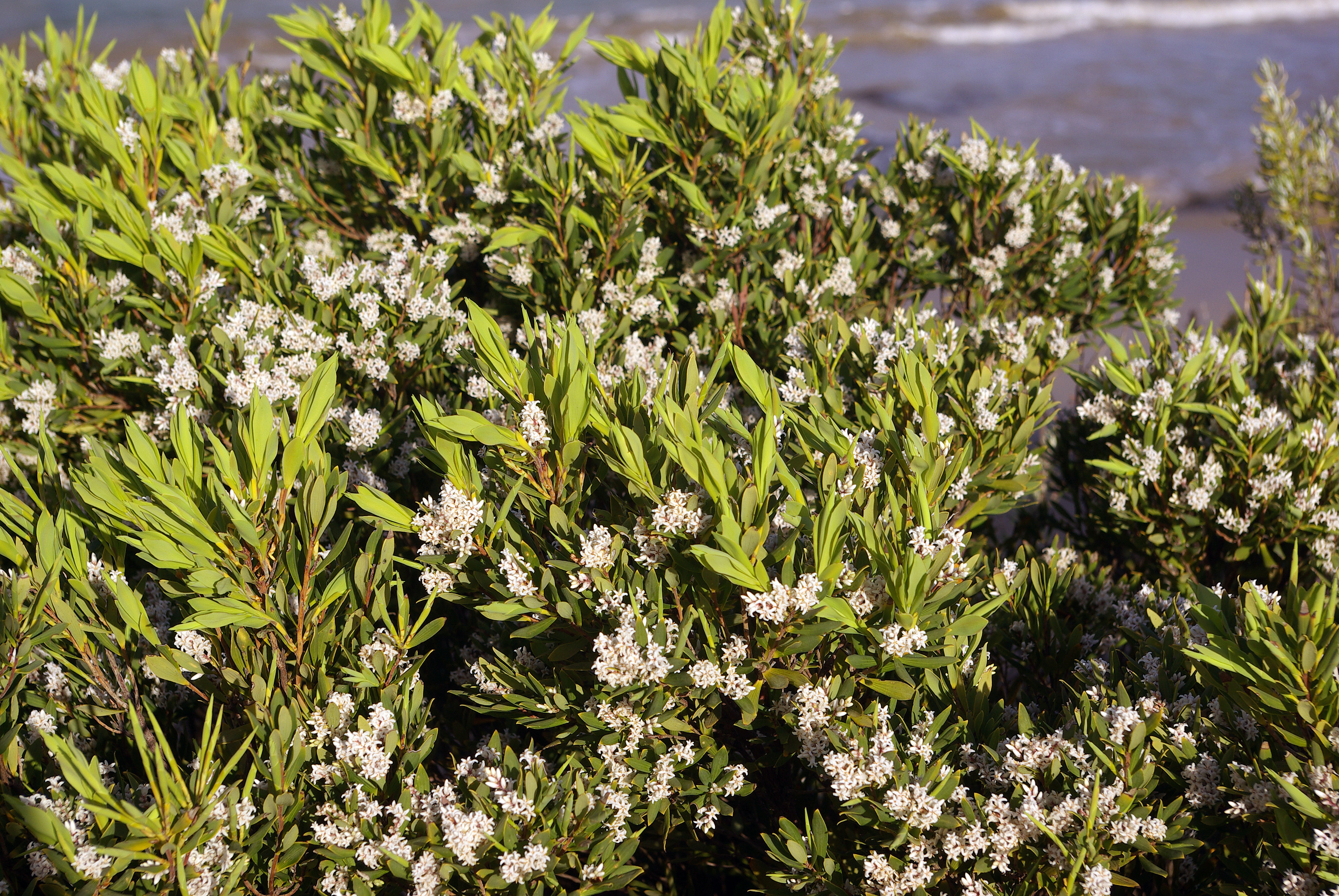
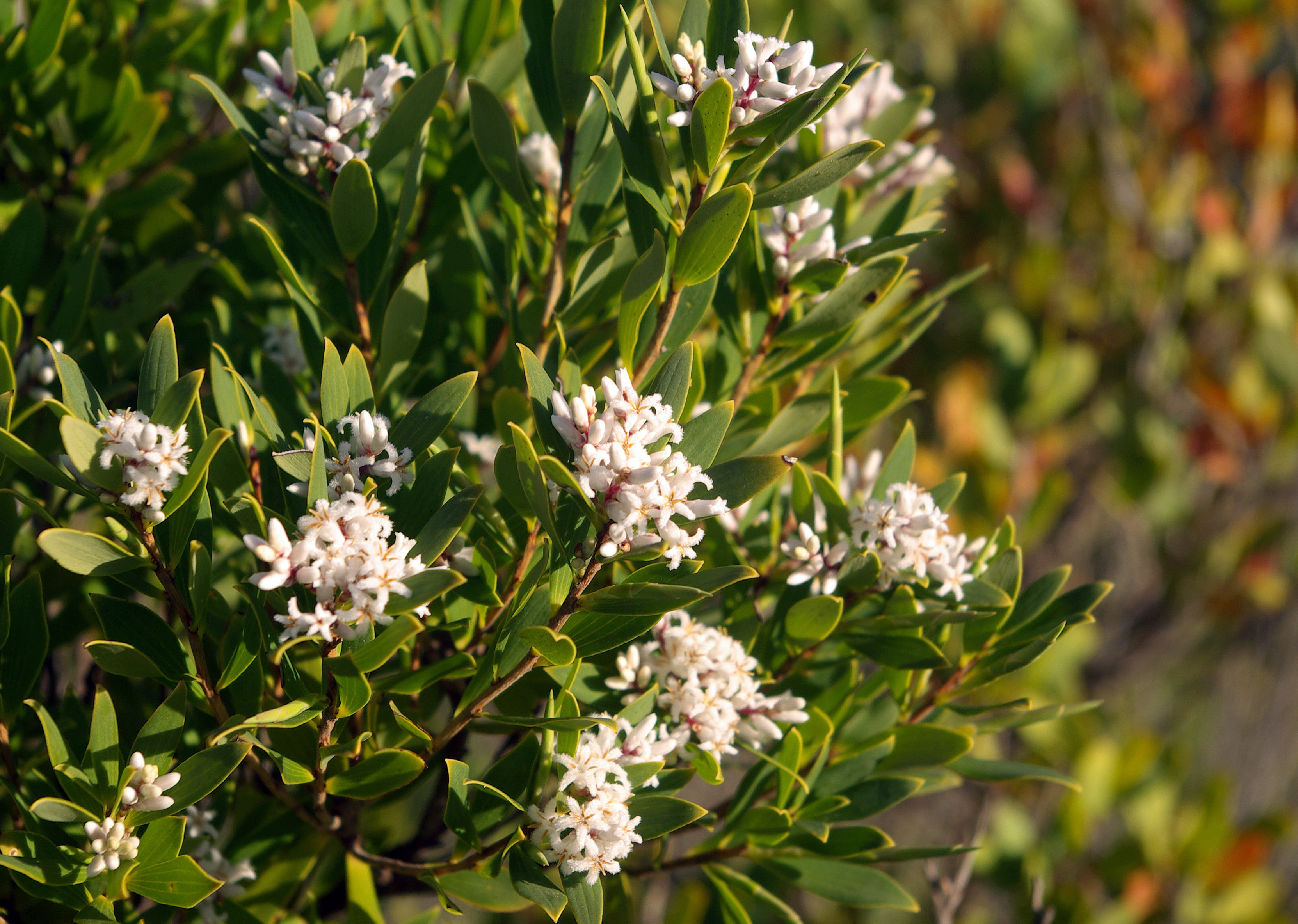
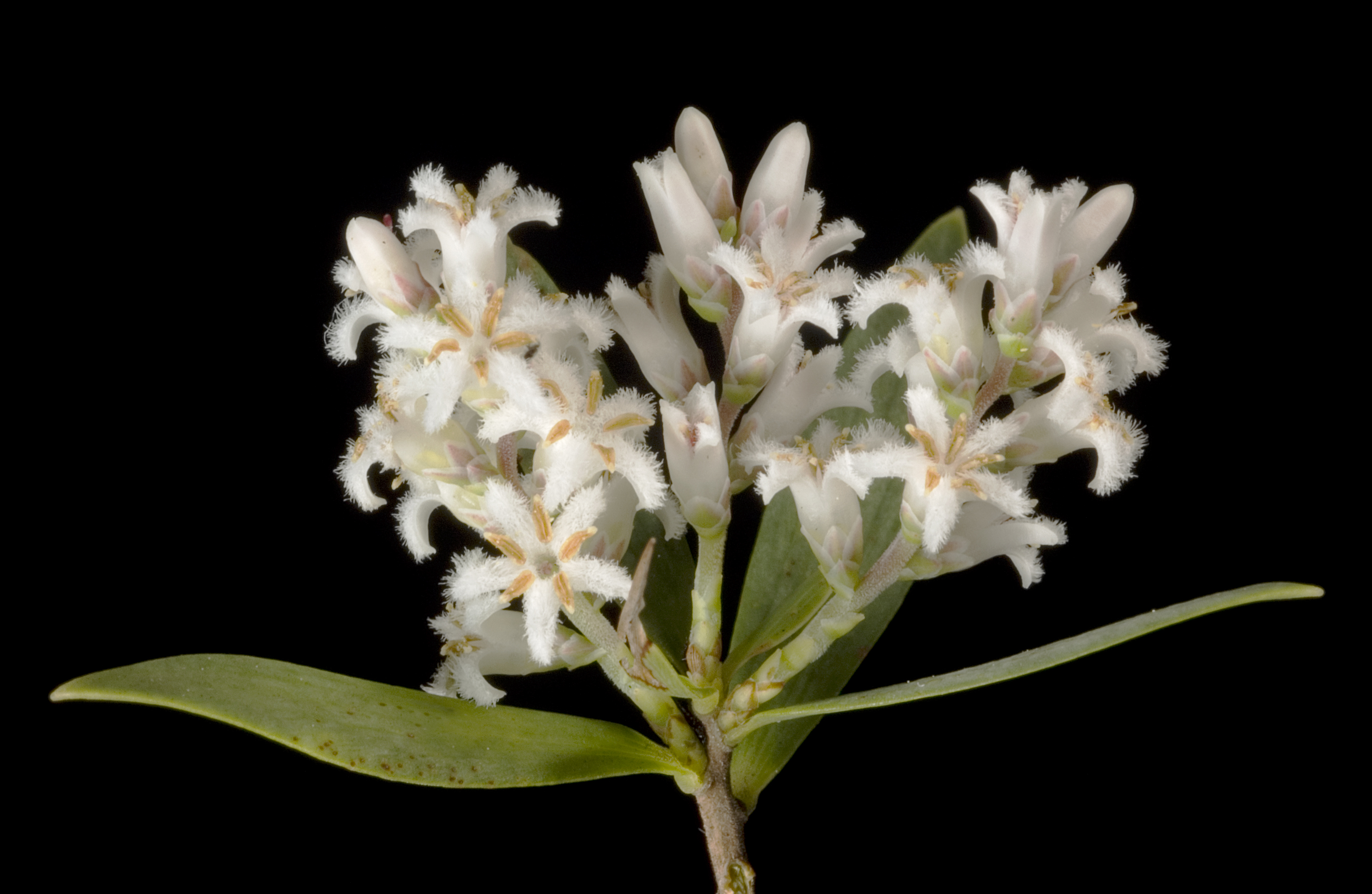